# Herbívoro

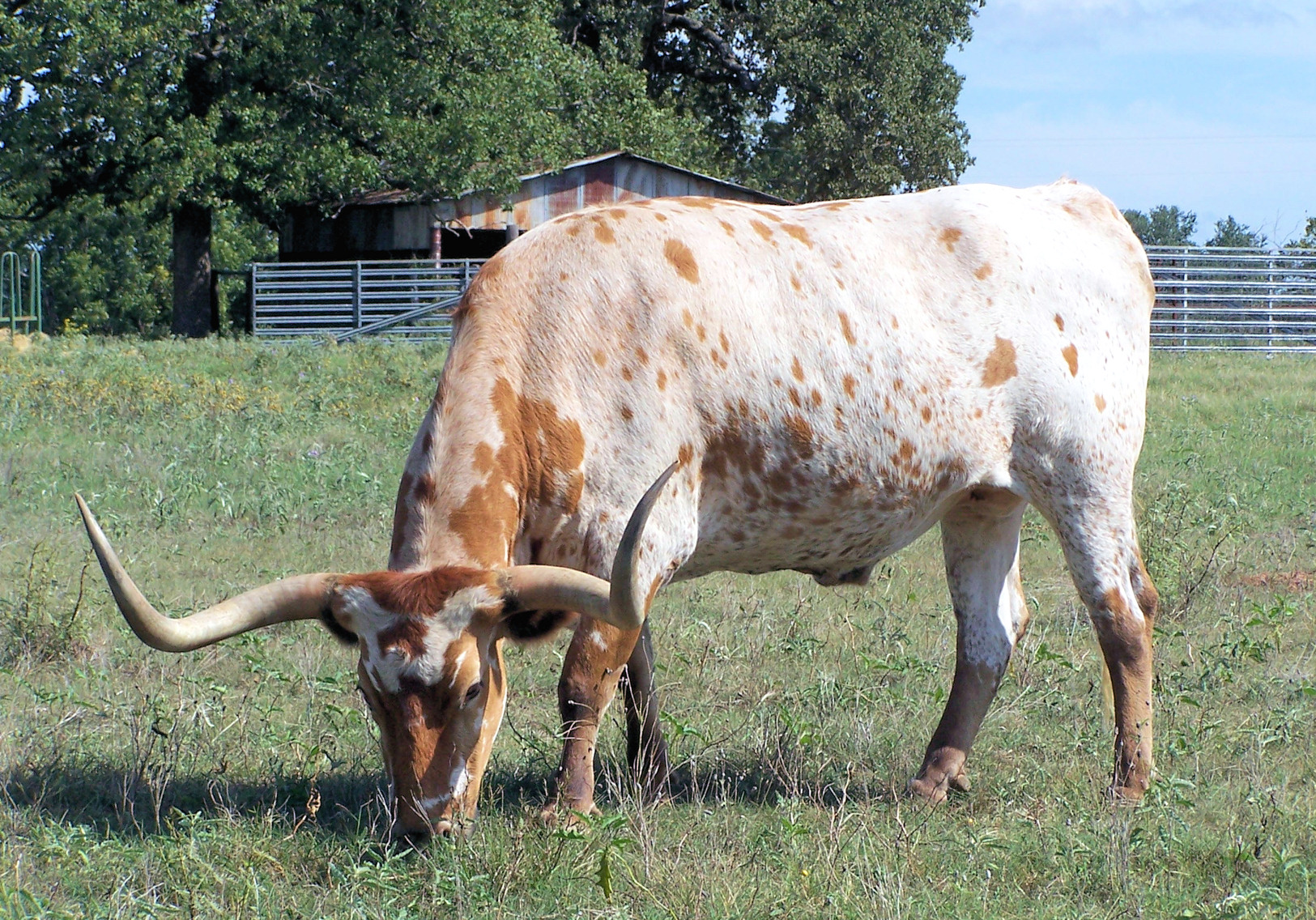
Rumiante.

En la zoología, un herbívoro es un animal que se alimenta principalmente de plantas. En la práctica muchos animales principalmente herbívoros también se alimentan de proteínas animales, como insectos, huevos, etc. En la cadena trófica, los herbívoros son los consumidores primarios, mientras que los que se alimentan de carne son consumidores secundarios. Las personas que no comen carne no son considerados herbívoros, sino vegetarianos.
Algunos herbívoros pueden ser clasificados como frugívoros, los cuales comen mayormente frutas, y folívoros los que se especializan en comer hojas. Esta especialización se encuentra lejos de ser universal y muchos animales que comen frutas u hojas comen también otras partes de plantas, en particular raíces y semillas. Las dietas de algunos animales herbívoros varían con las estaciones, especialmente en las zonas templadas, donde las fuentes de alimentación disponibles varían en el curso del año. Los animales que se alimentan de las hojas de los árboles y arbustos a veces se denominan foliófagos o ramoneadores. Los animales que se alimentan de madera se denominan xilófagos, mientras que los animales que se alimentan de semillas se denominan granívoros.
El grupo más importante de los mamíferos herbívoros lo forman los rumiantes, aquellos animales que digieren los alimentos en dos etapas, primero los consumen y luego realizan la rumia. Esta consiste en regurgitar el material semidigerido y volverlo a masticar para deshacerlo y agregarle saliva. Su mandíbula les permite hacer movimientos laterales para poder triturar y ensalivar los alimentos. Sus molares son muy planos, y permiten machacar los alimentos hasta formar una pasta. Su saliva da reacción alcalina, lo que permite digerir mejor los carbohidratos. La flora intestinal tiene un papel muy importante en la digestión de materiales vegetales.

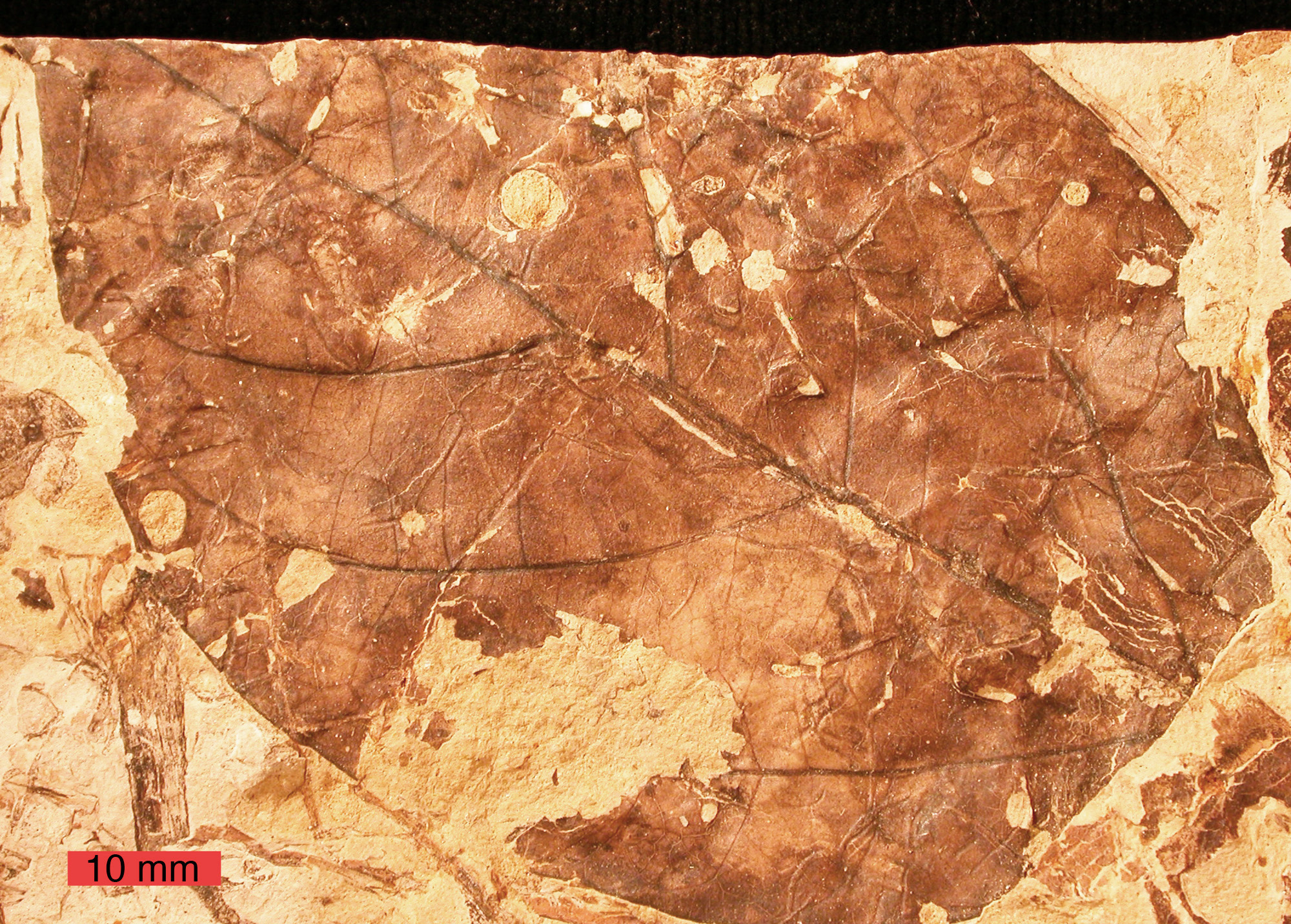
Hoja fosilizada de Viburnum lesquereuxii con señales de herbivoría; (Cretácico) Condado de Ellsworth, Kansas. Escala 10 mm.

Los insectos son quizás el grupo más importante de herbívoros por su impacto en la vegetación. Las termitas tienen una flora intestinal rica y compleja que les permite digerir materiales sumamente difíciles de digerir tales como la celulosa. Los áfidos o pulgones se alimentan de los fluidos vegetales y son muy abundantes tanto en número de individuos como en número de especies. Las orugas de prácticamente todas las especies de lepidópteros son herbívoras y, en ciertos casos, pueden causar defoliación de bosques íntegros.

## Interacciones planta-herbívoro
Las interacciones entre plantas y herbívoros pueden desempeñar un papel predominante en la dinámica de los ecosistemas como comunidad estructura y procesos funcionales. La diversidad de las especies de plantas y la distribución a menudo son impulsadas por la herbivoría, y es probable que las compensaciones entre la competitividad de las plantas y la capacidad de defenderse, y entre la colonización y la mortalidad permitan la coexistencia entre las especies en presencia de herbívoros. Sin embargo, los efectos de la herbivoría en la diversidad y riqueza de las plantas es variable. Por ejemplo, el aumento de la abundancia de herbívoros como los ciervos disminuye la diversidad de plantas y la riqueza de especies, mientras que otros grandes mamíferos herbívoros como el bisonte controlan las especies dominantes lo que permite que otras especies prosperen. Las interacciones entre plantas y herbívoros también pueden operar de manera que las comunidades de plantas medien en las comunidades de herbívoros. Las comunidades vegetales que son más diversas suelen sostener una mayor riqueza de herbívoros al proporcionar un conjunto mayor y más diverso de recursos.

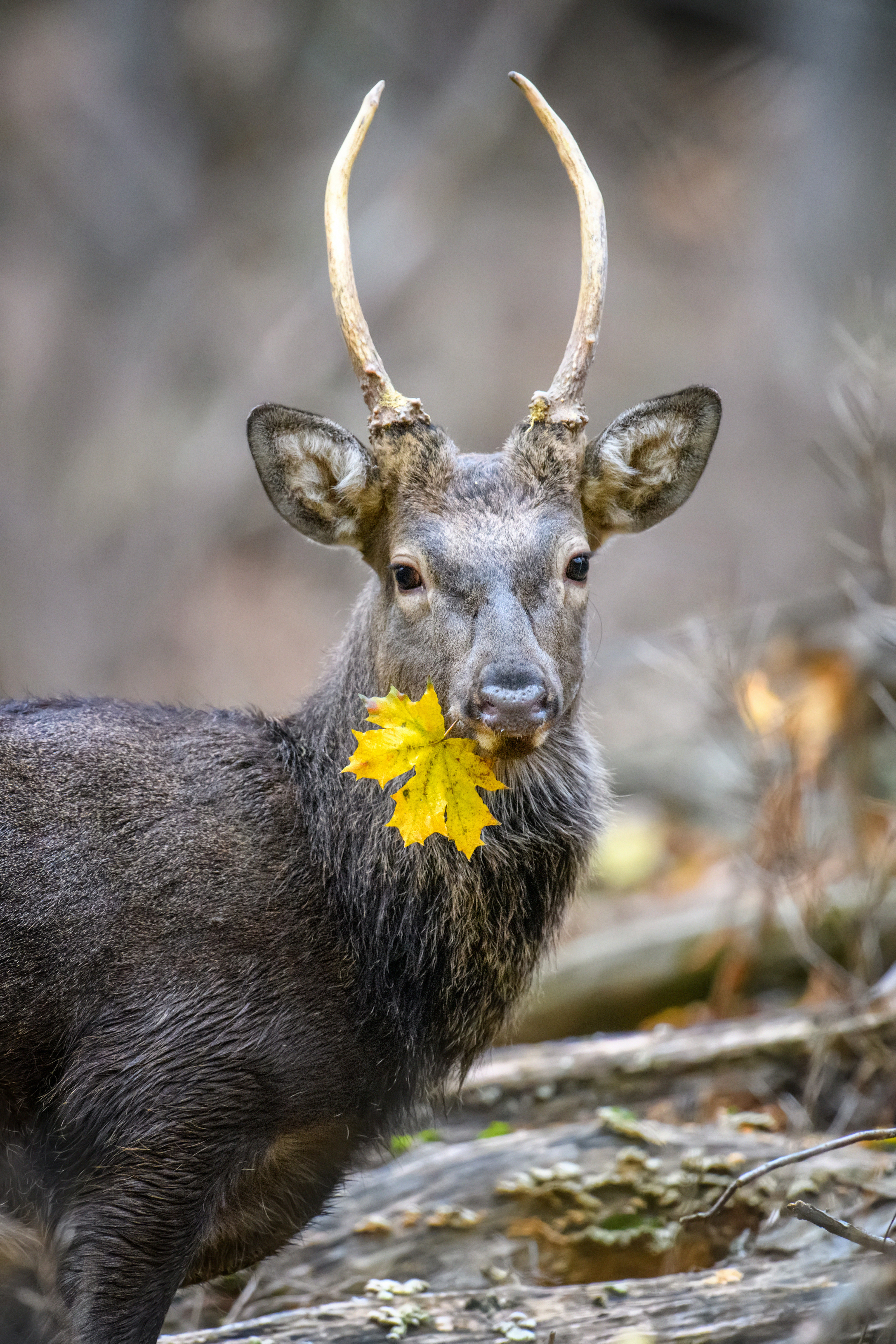
ciervo sika.

La coevolución y la filogenética correlación entre herbívoros y plantas son aspectos importantes de la influencia de las interacciones entre herbívoros y plantas en las comunidades y el funcionamiento de los ecosistemas, especialmente en lo que respecta a los insectos herbívoros. Esto es evidente en las adaptaciones que desarrollan las plantas para tolerar y/o defenderse de la herbivoría de los insectos y las respuestas de los herbívoros para superar estas adaptaciones. La evolución de las interacciones antagónicas y mutualistas entre plantas y herbívoros no son mutuamente excluyentes y pueden coincidir. Se ha comprobado que la filogenia de las plantas facilita la colonización y el ensamblaje de las comunidades de herbívoros, y existen pruebas de la vinculación filogenética entre la diversidad beta de las plantas y la diversidad beta de los clados de insectos, como las mariposas. Este tipo de retroalimentación eco-evolutiva entre plantas y herbívoros es probablemente la principal fuerza impulsora de la diversidad de plantas y herbívoros.
Factores abióticos como el clima y la características biogeográficas también influyen en las comunidades e interacciones entre plantas y herbívoros. Por ejemplo, en los humedales templados de agua dulce las comunidades de herbívoros acuáticos cambian según la estación del año, siendo abundantes las especies que se alimentan de la vegetación sobre el suelo durante el verano, y estando presentes las especies que se alimentan bajo el suelo en los meses de invierno. Estas comunidades de herbívoros estacionales difieren tanto en su ensamblaje como en sus funciones dentro del ecosistema de humedal. Estas diferencias en las modalidades de los herbívoros pueden conducir potencialmente a compensaciones que influyen en los rasgos de las especies y pueden llevar a efectos aditivos en la composición de la comunidad y el funcionamiento del ecosistema. Los cambios estacionales y los gradientes ambientales, como la elevación y la latitud, suelen afectar a la palatabilidad de las plantas, lo que a su vez influye en los conjuntos de comunidades de herbívoros y viceversa. Los ejemplos incluyen una disminución en la abundancia de larvas masticadoras de hojas en el otoño cuando la palatabilidad de las hojas de madera dura disminuye debido a un aumento de los niveles de tanino que resulta en una disminución de la riqueza de especies de artrópodos, y el aumento de la palatabilidad de las comunidades vegetales a mayor altura, donde la abundancia de saltamontes es menor. Los estresores climáticos, como la acidificación de los océanos, pueden provocar también respuestas en las interacciones entre plantas y herbívoros en relación con la palatabilidad.

### Estrategias de los herbívoros

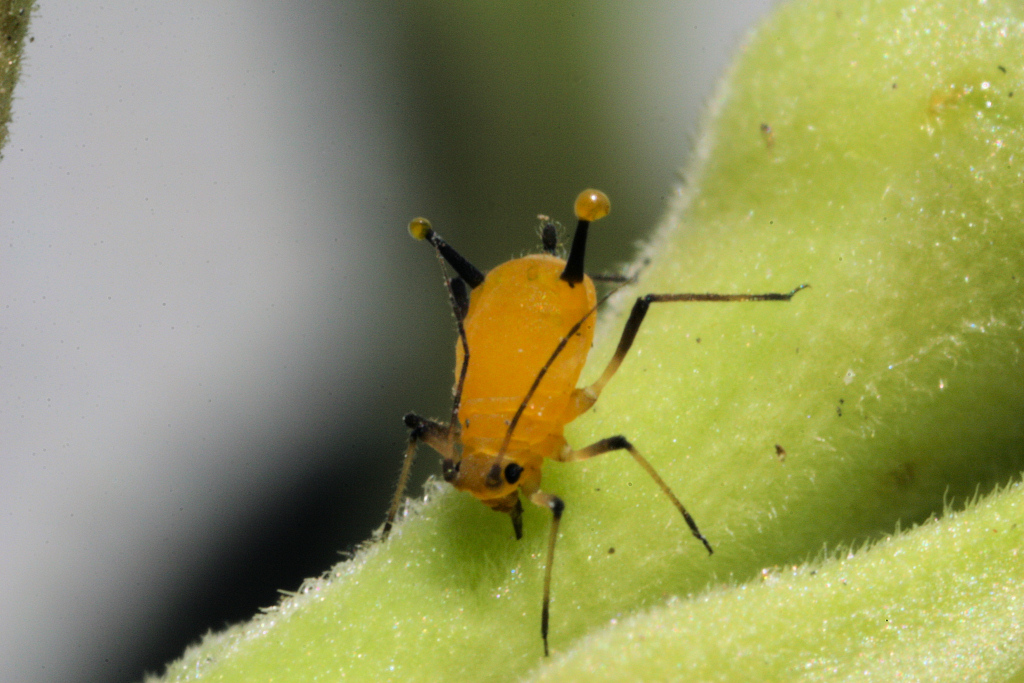
Los áfidos se alimentan de fluidos en la savia de las plantas.

La miríada de defensas que presentan las plantas hace que sus herbívoros necesiten una serie de habilidades para superar estas defensas y obtener el alimento. Esto permite a los herbívoros aumentar su alimentación y el uso de una planta huésped. Los herbívoros tienen tres estrategias principales para enfrentarse a las defensas de las plantas: elección, modificación del herbívoro y modificación de la planta.
La elección de la alimentación implica qué plantas elige consumir un herbívoro. Se ha sugerido que muchos herbívoros se alimentan de una variedad de plantas para equilibrar su consumo de nutrientes y evitar consumir demasiado de un tipo de sustancia química defensiva. Sin embargo, esto implica un compromiso entre alimentarse de muchas especies de plantas para evitar las toxinas o especializarse en un tipo de planta que pueda ser desintoxicada.
La modificación de los herbívoros se produce cuando diversas adaptaciones del cuerpo o de los sistemas digestivos de los herbívoros les permiten superar las defensas de las plantas. Esto puede incluir la desintoxicación de metabolitos secundarios, secuestrando toxinas de forma inalterada, o evitar las toxinas, por ejemplo, mediante la producción de grandes cantidades de saliva para reducir la eficacia de las defensas. Los herbívoros también pueden utilizar simbiontes para evadir las defensas de las plantas. Por ejemplo, algunos áfidos utilizan bacterias en su intestino para proporcionar aminoácidos esenciales que faltan en su dieta de savia.
La modificación de las plantas se produce cuando los herbívoros manipulan sus presas vegetales para aumentar su alimentación. Por ejemplo, algunas orugas enrollan las hojas para reducir la eficacia de las defensas de las plantas activadas por la luz solar.

### Defensa de las plantas
Una defensa de la planta es un rasgo que aumenta la aptitud de la planta cuando se enfrenta a la herbivoría. Esto se mide en relación con otra planta que carece del rasgo defensivo. Las defensas de las plantas aumentan la supervivencia y/o la reproducción (fitness) de las plantas bajo la presión de la depredación de los herbívoros.
La defensa puede dividirse en dos categorías principales, la tolerancia y la resistencia. La tolerancia es la capacidad de una planta para soportar el daño sin una reducción de la aptitud. Esto puede ocurrir desviando la herbivoría a partes de la planta no esenciales, la asignación de recursos, el crecimiento compensatorio, o por el rápido rebrote y la recuperación de la herbivoría. La resistencia se refiere a la capacidad de una planta para reducir la cantidad de daño que recibe de los herbívoros. Esto puede ocurrir a través de la evitación en el espacio o el tiempo, defensas físicas, o defensas químicas. Las defensas pueden ser constitutivas, siempre presentes en la planta, o inducidas, producidas o translocadas por la planta tras un daño o estrés.
Las defensas físicas, o mecánicas, son barreras o estructuras diseñadas para disuadir a los herbívoros o reducir las tasas de ingestión, disminuyendo la herbivoría general. Las espinas y las púas, como las que se encuentran en las rosas o las acacias, son un ejemplo, al igual que las espinas de los cactus. Pelos más pequeños conocidos como tricomas pueden cubrir las hojas o los tallos y son especialmente eficaces contra los herbívoros invertebrados. Además, algunas plantas tienen ceras o resinas que alteran su textura, haciéndolas difíciles de comer. También la incorporación de sílice en las paredes celulares es análoga a la del papel de la lignina en el sentido de que es un componente estructural resistente a la compresión de las paredes celulares; de modo que las plantas con sus paredes celulares impregnadas de sílice reciben así una medida de protección contra la herbivoría.
Las defensas químicas son metabolitos secundarios producidos por la planta que disuaden de la herbivoría. Hay una gran variedad de ellas en la naturaleza y una sola planta puede tener cientos de defensas químicas diferentes. Las defensas químicas pueden dividirse en dos grupos principales, las defensas basadas en el carbono y las defensas basadas en el nitrógeno.
1. Las defensas basadas en el carbono incluyen los terpenos y los fenólicos. Los terpenos se derivan de unidades de isopreno de 5 carbonos y comprenden aceites esenciales, carotenoides, resinas y látex. Pueden tener varias funciones que perturban a los herbívoros, como la inhibición de la formación de trifosfato de adenosina (ATP), de las hormonas de la muda o del sistema nervioso.[32] Los fenólicos combinan un anillo de carbono aromático con un grupo hidroxilo. Hay varios fenólicos diferentes, como las ligninas, que se encuentran en las paredes celulares y son muy indigestas, excepto para los microorganismos especializados; los taninos, que tienen un sabor amargo y se unen a las proteínas haciéndolas indigestas; y las furanocumerinas, que producen radicales libres que alteran el ADN, las proteínas y los lípidos, y pueden causar irritación en la piel.
2. Las defensas basadas en el nitrógeno se sintetizan a partir de aminoácidos y se presentan principalmente en forma de alcaloides y cianógenos. Los alcaloides incluyen sustancias comúnmente reconocidas como la cafeína, la nicotina y la morfina. Estos compuestos suelen ser amargos y pueden inhibir la síntesis de ADN o ARN o bloquear la transmisión de señales del sistema nervioso. Los cianógenos reciben su nombre del cianuro almacenado en sus tejidos. Este se libera cuando la planta se daña e inhibe la respiración celular y el transporte de electrones.

Las plantas también han cambiado características que aumentan la probabilidad de atraer a los enemigos naturales de los herbívoros. Algunas emiten semioquímicos, olores que atraen a los enemigos naturales, mientras que otras proporcionan alimento y alojamiento para mantener la presencia de los enemigos naturales, por ejemplo, hormigas que reducen la herbivoría.
Una determinada especie vegetal suele tener muchos tipos de mecanismos defensivos, mecánicos o químicos, constitutivos o inducidos, que le permiten escapar de los herbívoros.

### Teoría del depredador-presa
Según la teoría de las interacciones depredador-presa, la relación entre los herbívoros y las plantas es cíclica. Cuando las presas (plantas) son numerosas sus depredadores (herbívoros) aumentan en número, reduciendo la población de presas, lo que a su vez hace que el número de depredadores disminuya. La población de presas acaba recuperándose, iniciando un nuevo ciclo. Esto sugiere que la población del herbívoro fluctúa en torno a la capacidad de carga de la fuente de alimento, en este caso, la planta.
En estas poblaciones fluctuantes intervienen varios factores que contribuyen a estabilizar la dinámica depredador-presa. Por ejemplo, se mantiene la heterogeneidad espacial, lo que significa que siempre habrá bolsas de plantas que no encuentren los herbívoros. Esta dinámica estabilizadora desempeña un papel especialmente importante para los herbívoros especialistas que se alimentan de una especie de planta y evita que estos especialistas acaben con su fuente de alimento. Las defensas de las presas también ayudan a estabilizar la dinámica entre depredadores y presas, y para más información sobre estas relaciones véase la sección sobre defensas de las plantas. Comer un segundo tipo de presa ayuda a estabilizar las poblaciones de los herbívoros. Alternar entre dos o más tipos de plantas proporciona estabilidad poblacional al herbívoro, mientras que las poblaciones de las plantas oscilan. Esto juega un papel importante para los herbívoros generalistas que comen una variedad de plantas. Los herbívoros clave mantienen las poblaciones de la vegetación bajo control y permiten una mayor diversidad tanto de herbívoros como de plantas. Cuando un herbívoro o una planta invasora entra en el sistema, el equilibrio se rompe y la diversidad puede colapsar hasta convertirse en un sistema monotaxónico.
La relación de ida y vuelta entre la defensa de las plantas y la ofensiva de los herbívoros impulsa la coevolución entre las plantas y los herbívoros, dando lugar a una "carrera armamentística coevolutiva". Los mecanismos de escape y radiación para la coevolución, presenta la idea de que las adaptaciones en los herbívoros y sus plantas hospedadoras, ha sido la fuerza impulsora de la especiación.

### Mutualismo
Aunque gran parte de la interacción entre la herbivoría y la defensa de las plantas es negativa, ya que un individuo reduce la aptitud del otro, otra parte es beneficiosa. Esta herbivoría beneficiosa toma la forma de mutualismos en la que ambos socios se benefician de alguna manera de la interacción. La dispersión de semillas por parte de los herbívoros y la polinización son dos formas de herbivoría mutualista en las que el herbívoro recibe un recurso alimenticio y la planta es ayudada en su reproducción. Las plantas también pueden verse afectadas indirectamente por los herbívoros a través del reciclaje de nutrientes, beneficiándose las plantas de los herbívoros cuando los nutrientes se reciclan de forma muy eficiente. Otra forma de mutualismo planta-herbívoro son los cambios físicos en el medio ambiente y/o en la estructura de la comunidad vegetal por parte de los herbívoros que sirven como ingenieros del ecosistema, como el revolcarse por parte de los bisontes. Los cisnes forman una relación mutua con las especies de plantas que forrajean al cavar y perturbar el sedimento, lo que elimina las plantas competidoras y permite posteriormente la colonización de otras especies de plantas.